# Grekisk sallad

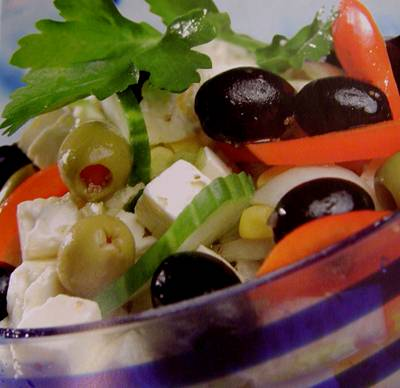
En grekisk sallad med bland annat fetaost och oliver.

Grekisk sallad eller bondsallad (grekiska: χωριάτικη σαλάτα [xorˈʝatici saˈlata] eller θερινή σαλάτα [θeriˈni saˈlata]) är en sallad som bland annat innehåller fetaost, oliver, tomat, gurka och rödlök. Salladen är vanlig på restauranger och en del gatukök.